# Дмитриев, Владимир Григорьевич
Владимир Григорьевич Дмитриев (2 января 1944, Загорский район, Московская область — 13 июня 2024, Жуковский, Московская область) — советский и российский авиационный инженер, учёный в области прикладной аэродинамики, механики полета и проектирования летательных аппаратов, директор ЦАГИ (1998—2006), член-корреспондент РАН (2006).

## Биография

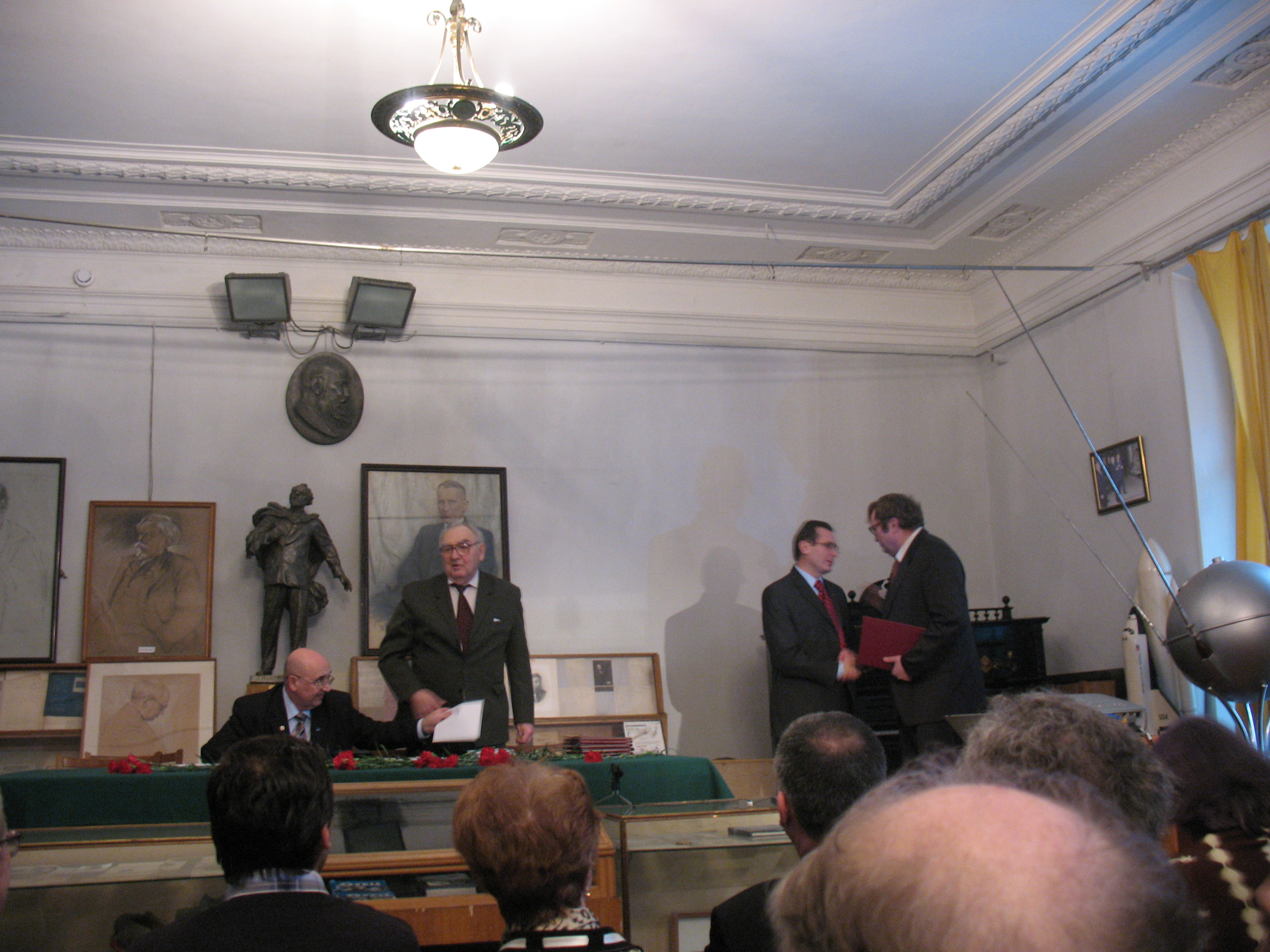
Вручение премии имени Н. Е. Жуковского.
Музей Жуковского, 2009 год.
На сцене, слева-направо: В. Г. Дмитриев, А. П. Красильщиков, С. Л. Чернышев, И. И. Липатов.

Родился 2 января 1944 года в деревне Шапилово Сергиево-Посадского района Московской области.
В 1968 году — окончил МАИ.
С 1968 по 1986 годы — работал в ЦАГИ.
С 1986 по 1998 годы — работал в ОКБ имени Яковлева, где занимал должности заместителя Главного конструктора по аэродинамике и прочности, Главного конструктора, заместителя Генерального конструктора, а с 1991 года — Первый заместитель Генерального конструктора.
С 1998 по 2006 годы — директор ЦАГИ.
В 2000 году — назначен членом коллегии Российского авиационно-космического агентства (сейчас это - Роскосмос).
В 2006 году — избран членом-корреспондентом РАН.
С 2006 по 2008 годы — председатель научно-технического совета - заместитель председателя Военно-промышленной комиссии при Правительстве РФ.
В 2007 году — присвоен классный чин государственной гражданской службы Российской Федерации — действительный государственный советник Российской Федерации 3 класса.
С 2009 по 2011 годы — вице-президент ОАО "Научно-производственная корпорация «Иркут» по НИР, председатель НТС корпорации «Иркут», где руководил научно-исследовательскими работами в обеспечение создания перспективного пассажирского самолета МС-21.
Умер в июне 2024 года.

## Научная деятельность
Ведущий специалист в области прикладной аэродинамики и механики полёта, внёс большой вклад в теорию проектирования, разработку и создание передовой авиационной техники.
Разработал и внедрил новые подходы к проектированию современных транспортных самолётов, методологию оценки влияния параметров и аэродинамических характеристик самолета на создаваемый им уровень шума на местности, разработал методы оптимизации параметров компоновок дозвуковых самолетов и их силовых установок, разработал методы расчета траектории взлета и посадки самолета с минимальным уровнем акустического воздействия на окружающую среду, исследовал особенности управления ламинарным обтеканием поверхности самолета за счет отсоса пограничного слоя и разработал рекомендации по проектированию самолетов с использованием искусственной ламинаризации, разработаны и исследованы методы взлета и посадки самолета на палубу авианесущего корабля.
В период работы в ОКБ имени Яковлева при его непосредственном участии и были созданы модификации самолета Як-42 — самолеты Як-42А и Як-42Д, первый в мире сверхзвуковой истребитель вертикального взлета и посадки корабельного базирования Як-141, дистанционно пилотируемый легкий летательный аппарат «Пчела», принимал участие в проектировании самолета радиолокационного дозора и наведения Як-44 корабельного базирования, под его научно-техническим руководством велась разработка и проектирование 150-местного перспективного пассажирского самолета Як-242, были созданы многоцелевые пассажирские самолеты Як-112, Як-58, учебно-тренировочный спортивный самолет Як-54 и учебно-тренировочный самолет для ВВС Як-130.
На посту директора ЦАГИ руководил фундаментальными и поисковыми исследованиями, связанными с реализацией федеральной целевой программы «Развитие гражданской авиационной техники России на 2002—2010 годы и на период 2015 года», внеся значительный вклад в разработку концепции, отработку аэродинамики, весового совершенства и акустических характеристик разрабатываемого в настоящее время ближнесреднего магистрального самолета (БСМС), а также руководил научными исследованиями по созданию истребителя 5-го поколения и многоразового космического корабля «Клипер».
Также результаты его исследований были внедрены при создании следующих пассажирских и транспортных самолетов: Ту-204, Ил-86, Ил-114, Ан-72, Ан-70 и других.
С 1981 по 2011 год вёл педагогическую деятельность: профессор кафедры аэродинамики летательных аппаратов МАИ, заведующий кафедрой «Механика полёта» МФТИ.
Дмитриев также был членом ряда научных организаций:
- президиума ВАК Минобрнауки РФ
- Международного совета по авиационным наукам (ICAS)
- Американского института астронавтики и аэронавтики (АIAA)
- входил в состав Ученых советов ЦАГИ и МАИ

## Награды и звания
- Орден Почёта (1998)[7]
- Государственная премия Российской Федерации (в составе группы, за 2001 год) — за комплекс исследований ЦАГИ по аэродинамике, устойчивости, управляемости магистральных самолетов нового поколения, послуживших основой создания высокоэффективного парка гражданской авиации[8]
- Почётная грамота Правительства Российской Федерации (2008)[9]
- Почётный авиастроитель Российской Федерации[1]
- Золотой знак ЦАГИ
- Заслуженный деятель науки Российской Федерации (2007)[10]
- Почётный знак «Лидер российской экономики — 2005»[1]